# J/FPS-2

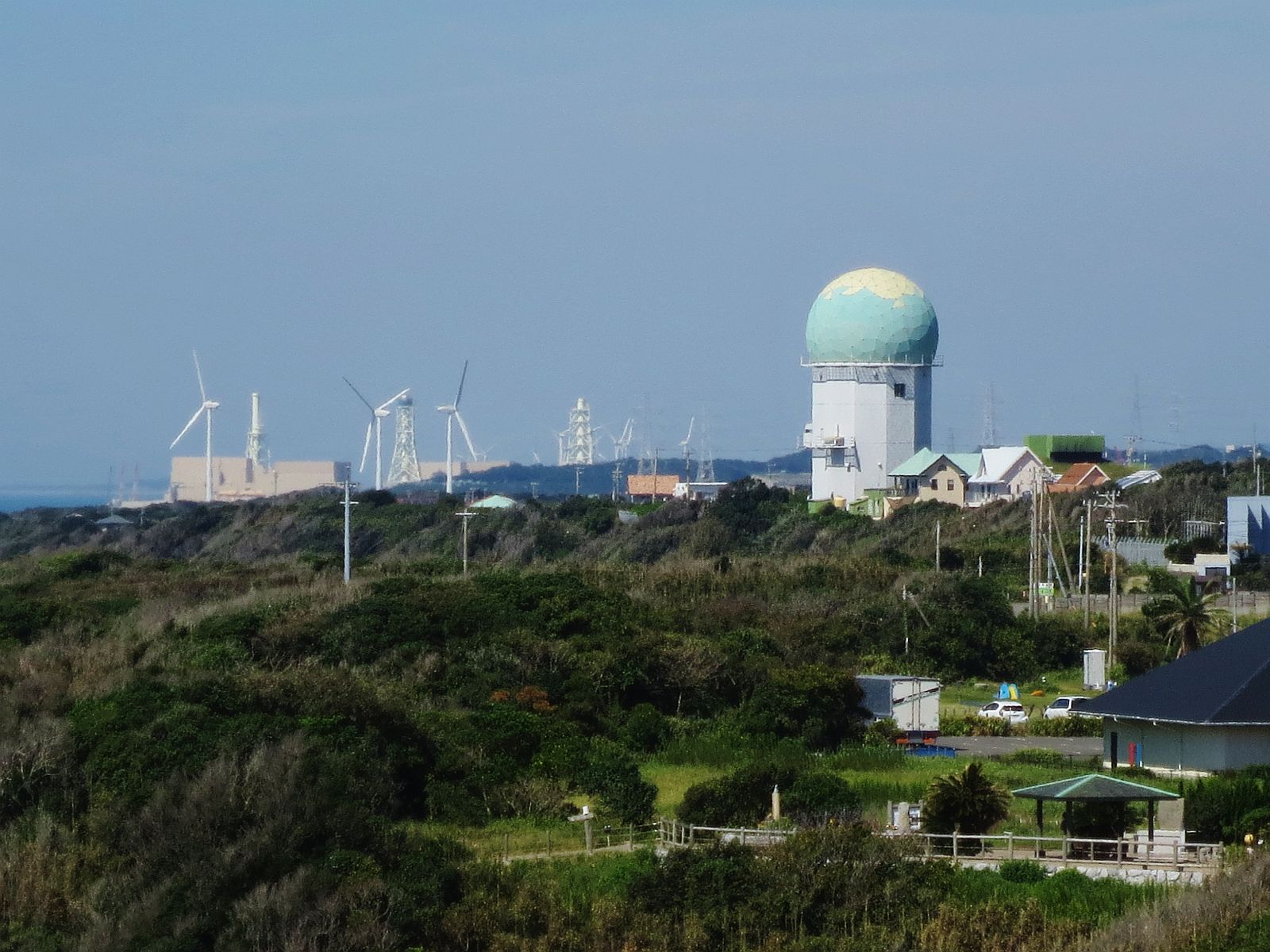
Радар J/FPS-2 на базі Омаедзакі

J/FPS-2 — радіолокаційна станція попередження та управління Повітряних сил самооборони Японії. Є великим стаціонарним трикоординатним радаром, що використовується на радіолокаційних станціях, і також відомий як F-3D Kai. Виробником є Японська електрична компанія NEC.

## Історія
У середині 1950-х років японські радіолокаційні станції використовували комбінацію пошукових і висотомірних радарів для визначення азимуту, відстані та висоти цілей. У рамках Другого плану нарощування оборонних сил була введена автоматизована система попередження та управління (BADGE), що вимагало впровадження трикоординатних радарів, здатних виконувати ці функції в одному пристрої. З 1972 року почалася експлуатація J/FPS-1 (F-3D).
Проте J/FPS-1 використовував унікальний метод розрахунку висоти за фазовим зсувом сигналів, отриманих кількома антенами. Це забезпечувало велику дальність виявлення та точність вимірювання висоти, але антени та вся система, включаючи прийомопередавачі та пристрої обробки сигналів, були громіздкими, що ускладнювало встановлення на деяких вузьких майданчиках. Висока чутливість приймачів, пріоритет дальності виявлення, робила систему вразливою до радіоперешкод, а при встановленні висотних даних часто виникали аномалії.
Проблема масштабу системи стала очевидною при заміні радара на базі Омінато. Обмежена площа бази ускладнювала проведення масштабних будівельних робіт, що підштовхнуло до розробки нового тривимірного радара. Вимоги до нового радара (F-3D Kai) включали пристосованість до вузьких майданчиків, протидію новим загрозам (РЕБ, низьковисотні вторгнення) та відповідність швидкому розвитку технологій. У грудні 1976 року був проведений відбір, і пропозиція компанії NEC, заснована на мобільному радарі J/TPS-100 (M-3D), була прийнята. Так з'явився J/FPS-2.

## Конструкція
J/FPS-2 розроблений на базі J/TPS-100 і був впроваджений через пряму закупівлю, без попередньої розробки Технічним дослідницьким управлінням. Він має покращені характеристики протидії РЕБ (ECCM), придушення перешкод, високу надійність виявлення та вимірювання висоти, а також хорошу ремонтопридатність. Компактність системи дозволяла встановлювати її на існуючі радіолокаційні вежі з мінімальними доопрацюваннями, використовуючи вже наявні радіокуполи. Антена є пасивною фазованою антенною решіткою (PESA), аналогічною J/TPS-100.

## Історія експлуатації
Перша установка J/FPS-2 була розміщена на базі Омінато: контракт укладено наприкінці 1977 фінансового року, поставка завершена наприкінці 1979 року, практичні випробування почалися у квітні 1980 року, експлуатаційні тести — у вересні, а експлуатація — у грудні 1980 року. Потім заміна радарів проводилася приблизно по одному на рік, і до 1990 фінансового року система була встановлена на 11 майданчиках.
У 2000-х роках почалося старіння системи, частина установок була замінена на J/FPS-5, а процес оновлення на новий J/FPS-7 триває.

## Бази з діючим обладнанням
- Немуро (26-й загін попередження): з 1982 року.
- Ямада (37-й загін попередження): з 1989 року.
- Омаедзакі (22-й загін попередження): з 1983 року.
- Іводзіма (загін бази Іводзіма): оновлено з J/TPS-101 на J/FPS-2 наприкінці 2012 фінансового року.

## Бази, де обладнання раніше використовувалося
- Омінато (42-а група попередження): з 1980 по 2007 рік, оновлено на J/FPS-5 наприкінці 2010 фінансового року.
- Садо (46-й загін попередження): до 2010 року, оновлено на J/FPS-5 з липня 2010 року.
- Мішіма (17-й загін попередження): закупівля почалася в бюджеті 2014 року, оновлено на J/FPS-7 у 2018 році, сумісність з BMD запланована на 2019 рік[6].
- Шимокошкі (9-й загін попередження): до 2006 року, оновлено на J/FPS-5 наприкінці 2008 фінансового року.
- Йодза-Таке (56-а група попередження): до 2009 року, оновлено на J/FPS-5 наприкінці 2011 фінансового року.
- Міяко (53-й загін попередження): закупівля почалася в бюджеті 2013 року, оновлено на J/FPS-7 у 2017 році, сумісність з BMD запланована на 2020 рік[6].
- Умігуші (19-й загін попередження): до 2017 року, оновлено на J/FPS-7 у 2020 фінансовому році[7].
- Вакканай (18-й загін попередження): з 1987 по 2017 рік, оновлено на J/FPS-7 наприкінці 2021 фінансового року[7][8].